# Andrônico Paleólogo (filho de Manuel II)
Andrônico Paleólogo (português brasileiro) ou Andrónico Paleólogo (português europeu) (em grego: Ανδρόνικος Παλαιολόγος; romaniz.: Andronikos Palaiologos; c. 1400–4 de março de 1428) era um príncipe bizantino, filho do imperador Manuel II Paleólogo (r. 1391–1425) com Helena Dragasa, que foi o último governador de Tessalônica com o título de déspota entre 1408 e 1423.

## Vida
Seu avô materno era o príncipe sérvio Constantino Dragases e entre seus irmãos estavam os imperadores João VIII e Constantino XI, assim como Teodoro, Demétrio e Tomás, que reinaram como déspotas da Moreia.
Na infância, Andrônico sobreviveu a uma enfermidade que levou seu irmão mais velho Constantino e duas irmãs, mas jamais se recuperou por completo, permanecendo com a saúde fraca pelo resto da vida e terminando a vida com lepra. Quando tinha apenas oito anos, seu pai o fez déspota e nomeou-o representante imperial em Tessalônica, onde sucedeu ao seu falecido primo João VII Paleólogo. Como ele era inda menor durante os primeiros anos de seu mandato (até c. 1415/6), seu tutor foi o general Demétrio Láscaris Leontário.
Depois que João VIII assumiu o controle do governo em 1421, o Império Bizantino passou a enfrentar uma crescente hostilidade do Império Otomano. Constantinopla foi atacada em 1422 e Tessalônica teve que enfrentar um longo cerco a partir de 1422/3. Cercado e cada vez mais doente, Andrônico iniciou negociações diplomáticas para render a cidade à República de Veneza que resultaram numa força veneziana sendo enviada para lá em 1423, mesmo tendo a iniciativa recebido ataques de parte da população e do clero, que não confiavam nos latinos. A entrega de Tessalônica contribuiu para a irrupção da primeira de uma série de guerras entre Veneza e os otomanos, que finalmente conquistaram a cidade em 1430.
Por causa de sua doença, Andrônico tornou-se monge menos de um ano depois de render a cidade e se juntou ao Mosteiro do Pantocrator em Constantinopla, onde morreu em 1429. Ele teve pelo menos dois filhos, mas sua linhagem se encerrou com sua bisneta, chamava Sofia Paleóloga, que se casou com Giorgio Trasci, um cavaleiro de Koroni.